# Vänstersocialistiska partiet
Vänstersocialistiska partiet, var ett svenskt politiskt parti som existerade mellan 1940 och 1963. Partiet ställde upp i andrakammarvalen men antalet röster var blygsamt, möjligen för att partiet var så centrerat till Göteborg. Partiet förespråkade frihetlig socialism. I detta ingick, som en central del, idén att samhället eller folket äger produktionsmedlen och att arbetets vinster tillfaller arbetarna. Partiet förespråkade också åttatimmars arbetsdag, att söndagen skulle bli en vilodag och flera andra förbättringar för arbetarna.

## Historik
Partiet bildades på en konferens i Göteborg söndagen den 27 okt. 1940. Det bildades som en utbrytning, med Albin Ström i ledningen, ur Socialistiska partiet. Vänstersocialistiska partiet kom att bli centrerat kring Albin Ström, och hans närstående krets från främst Göteborg, som följde honom i utbrytningen. Partiet behöll internationella kontakter med partier och grupper i upplösta Internationella Arbetsgemenskapen("Londonbyrån"), bland annat skriver man i Arbetarposten år 1944 att Independent Labour Party håller på att bilda en ny vänstersocialistisk international. Under 50-talet håller man kontakt med partier som har kopplingar till Jugoslavien, som tyska Oberoende Arbetarepartiet.
1945 bröt sig en mindre del av partiet, från Stockholm, loss och bildade Oberoende Arbetarpartiet. Det kom sedan att utvecklas till Revolutionära Socialister, och sedan Revolutionära Socialistiska Partiet, Sveriges första parti knutna till den trotskistiska fjärde internationalen.

## Vad vill vänstersocialisterna
1947 gav partiet ut en bok med titeln "Vad vill vänstersocialisterna"
Ur baksidestexten:
"Vänstersocialistiska partiets organ har hitintills gått främst i kampen mot nazism, likriktning, statskapitalism, centralbyråkrati, ransoneringselände, Krångel-Sverge, skatteutplundring, rysskrediter och allsköns reaktion. Under mörkläggningstiden blev tidningen konfiskerad 28 ggr vilket torde vara nytt världsrekord. Men så kämpade vi också för friheten, socialismen och demokratin efter klara linjer — utan anpassning till läget i det då nüordnade Neuropa. Vi fortsätta kampen mot anpassningen även om denna nu går i österled. Skola Europas folk kunna leva utan nöd och utan fruktan räcker det icke med att Hitler och Musse likviderats — då måste folken befrias även från de återstående diktatorerna — Franco, Stalin, Tito och de övriga. Dra ditt strå till stacken genom att sprida våra idéer i de vidaste kretsar."
Och en bit in i boken:
"Folken har under de senaste tre decennierna upplevt två världskrig och det tredje är i sikte. Första världskriget skulle slå ned militarismen och skapa en fred där parollen ”Aldrig mera krig” var förverkligad. Andra världskriget skulle skapa en värld fri från nöd och fri från fruktan. Ser vi på världen av i dag märka vi snart att fruktan och nöd dominerar, istället för att dessa skulle vara bortsopade genom de allierades seger. Diktatorerna finns kvar, även om de i dag söka spela demokratins roll. Ofriheten har spritt sig till samhällslivets alla områden, icke minst genom den byråkrati och det pappersvälde som överallt dominerar. Den kapitalistiska planlösheten och misshushållningen likaväl som den statskapitalistiska ”planhushållningen” har icke lyckats fylla folkets behov av nödvändighetsvaror".
Det Andra Världskriget hade praktiskt taget nyss avslutats, men redan varnade partiet för ett tredje världskrig. Detta med orden: "Läget ute i världen kräver även, mer än någonsin, ny kamp för fred, frihet och socialism. Freden är också i fara till följd av de jättelika rustningar som nu pågår världen över. Stalins miljonarméer och USA:s atombomber äro förberedelser — icke för fred — utan för ett tredje världskrig."

## Valresultat
Partiets resultat i andrakammarval.
| Val  | Röster | %    | Källa                                |
| ---- | ------ | ---- | ------------------------------------ |
| 1940 | 898    | 0,03 | SCB: Riksdagsmannavalen 1937-1940    |
| 1944 | 1 677  | 0,05 | SCB: Riksdagsmannavalen 1941-1944    |
| 1948 | 2 943  | 0,08 | SCB: Riksdagsmannavalen 1945-1948    |
| 1952 | 2 302  | 0,06 | SCB: Riksdagsmannavalen 1949-1952    |
| 1956 | 1 252  | 0,03 | SCB: Riksdagsmannavalen 1953-1956    |
| 1958 | 1 008  | 0,03 | SCB: Riksdagsmannavalen 1957-1958 II |
| 1960 | 176    | 0,00 | SCB: Riksdagsmannavalen 1959-1960 II |

## Pressorgan
Som utåtriktat organ använde sig partiet av veckotidningen Arbetarposten, med Albin Ström som redaktör. Tidningen hade existerat sedan 1934, och tidigare varit knuten till Socialistiska partiet. Tidningen, som de flesta av all svensk vänsterpress, blev under andra världskriget utsatt för hårda regleringar och förbud. Trots det hade Arbetarposten en upplaga på 1 000 exemplar som efter kriget ökade till omkring 1 500. Arbetarposten fortsatte sin utgivning fram till 1961. 
Vänstersocialistiska partiet upphörde att existera 1963 i och med Albin Ströms död 1962.

## Övriga kända medlemmar
- Anton Nilson